# Lijst van voetbalinterlands Nederland - Roemenië (vrouwen)
Deze lijst van voetbalinterlands is een overzicht van alle voetbalwedstrijden tussen de nationale vrouwenteams van Nederland en Roemenië. Nederland en Roemenië hebben drie keer tegen elkaar gespeeld. De eerste wedstrijd was op 3 juni 1992 in Drachten.

## Wedstrijden
| № | Plaats                | Datum             | Competitie           | Wedstrijd            | Uitslag |
| - | --------------------- | ----------------- | -------------------- | -------------------- | ------- |
| 1 | Drachten              | 3 juni 1992       | EK 1993 kwalificatie | Nederland − Roemenië | 1 − 1   |
| 2 | Brașov                | 23 september 1992 | EK 1993 kwalificatie | Roemenië − Nederland | 0 − 0   |
| 3 | San Pedro del Pinatar | 20 januari 2017   | Vriendschappelijk    | Nederland − Roemenië | 7 − 1   |

## Samenvatting
| Competitie        | Totaal gespeeld | Winst Nederland | Gelijk | Winst Roemenië | Doelsaldo Nederland – Roemenië |
| ----------------- | --------------- | --------------- | ------ | -------------- | ------------------------------ |
| EK-kwalificatie   | 2               | 0               | 2      | 0              | 1 − 1                          |
| Vriendschappelijk | 1               | 1               | 0      | 0              | 7 − 1                          |
| Totaal            | 3               | 1               | 2      | 0              | 8 − 2                          |